# بایرام‌پور (بنگلادش)
بایرام‌پور (به لاتین: Bairampur) یک روستا در بنگلادش است که در استان باریسال و در ناحیه پیروج‌پور واقع شده است.